# Mood Indigo
Mood Indigo (en japonés: インディゴの気分, romanizado: Indigo no Kibun, lit. 'Estado de ánimo Indigo') es una serie de televisión Yaoi japonesa escrita y dirigida por Kôichirô Miki producida por Fuji TV. De género dramático, basada en el manga homónimo escrito por Maki Marukido, está interpretada por Terunosuke Takezai, Yoshida Munehiro, Gorô Ôishi y Kenta Izuka en sus papeles principales. Precuela de la serie Pornographer (2018) la trama se centra en el escritor erótico Rio Kijima y su editor Shirou Kido. Estrenada entre el 28 de febrero y el 4 de abril de 2019 la serie consta de 6 episodios.

## Argumento
Tiempo después de los eventos narrados en Pornographer el escritor de novelas eróticas Rio Kijima y su editor Shirou Kido se reencuentran en un bar para tomar unas copas y una vez que se despiden de regreso a sus respectivas casas, en un taxi, Shirou comienza a recordar su pasado: el funeral de un antiguo maestro de escuela propicia que Shirou y Rio se reencuentren  años después de finalizar sus estudios aunque la relación entre ambos parece ser inexistente. Al ver a Rio caminando a casa volviendo del funeral, Shirou, que tiene un automóvil, se ofrece a llevarlo. A partir de ahí ambos van hablando de sus vidas hasta que Shirou le revela a Rio que lo han echado de la casa mientras que Rio deja en claro que no está atravesando una buena situación económica. Rio invitará a Shirou a vivir con él y este último le propondrá a Rio escribir novelas eróticas (con cierta decepción por su parte) ya que es la temática más popular de la editorial donde trabaja y la que más fácilmente puede proporcionarle ingresos.
La empresa en la que trabaja Shirou le asigna la tarea de obtener el último manuscrito erótico de un famoso escritor anciano que padece una enfermedad terminal, Gamôda Ikuo, con la promesa, si tiene éxito, de una promoción. El anciano demuestra no estar interesado en entregar el trabajo a la compañía de Shirou hasta que este último le ofrece a Rio como estudiante. El anciano acepta, pensando que Rio es una mujer, pero una vez que descubre la verdad parece no querer saber más. Poco después el anciano le propone a Rio que, si quieren lograr sus objetivos, mantenga una sesión de sexo oral con Shirou mientras el escritor observa la escena. Con cierta reticencia, y por motivaciones diferentes, ambos jóvenes acceden a las pretensiones del anciano. Pero, como efecto lateral e inesperado, ello supondrá el inicio de una relación sentimental fuertemente basada en el erotismo.
Pasado un tiempo, tras obtener el manuscrito de Gamôda Ikuo, Shirou consigue el codiciado ascenso y, gracias a ello, vuelve con su exnovia hasta que Rio se entera rompiendo su relación. Mientras tanto Rio y Gamôda establecen una vinculación casi familiar hasta que el último sufre un fuerte deterioro de sus condiciones de salud. Gracias a este suceso Rio y Shirou, quien mientras tanto dejó a su novia y renunció a su promoción, vuelven a establecer contacto. Tras la muerte de Gamôda, en su funeral, Rio y Shirou parecen volver a enamorarse y su relación parece comenzar de nuevo. Pero con el tiempo la relación entre ambos se deteriora dando lugar a su distanciamiento mutuo.
Volviendo al presente (después de los eventos de Pornographer) descubrimos que Shirou ha elegido casarse con una mujer con la que ha tenido una hija. Por su parte Rio, una vez que llega al destino indicado al taxista, se encuentra con Haruhiko, su amado novio. Mientras tanto Shirou reflexiona sobre cuán fuerte era el sentimiento que albergaba por Rio, al cual renunció y que, de vez en cuando, reaparece en él.

## Reparto
- Terunosuke Takezai - Rio Kijima
- Yoshida Munehiro - Shirou Kido
- Gorô Ôishi - Gamôda Ikuo
- Kenta Izuka - Haruhiko Kuzumi

## Episodios
| Episodio | Título en español                                  | Fecha de emisión      |
| -------- | -------------------------------------------------- | --------------------- |
| 1        | El destino Indigo                                  | 28 de febrero de 2019 |
| 2        | Orando por el tiempo perdido                       | 7 de marzo de 2019    |
| 3        | El despertar supera la racionalidad                | 15 de marzo de 2019   |
| 4        | Amor y amor                                        | 21 de marzo de 2019   |
| 5        | La reacción en cadena de la traición y la tristeza | 28 de marzo de 2019   |
| 6        | Final: el otro lado que existe                     | 4 de abril de 2019    |

## Recepción
En IMDb la serie, computados 260 votos, obtiene una media ponderada de 7,5 sobre 10.